# Syllimnophora browni
Syllimnophora browni är en tvåvingeart som beskrevs av John Otterbein Snyder 1957. Syllimnophora browni ingår i släktet Syllimnophora och familjen husflugor.
Artens utbredningsområde är Ecuador. Inga underarter finns listade i Catalogue of Life.